# Happy Buccaneer
Die Happy Buccaneer war ein niederländischer Schwergutfrachter und war seit seinem Bau im Jahr 1984 bis zum Jahr 2004 das leistungsfähigste Schiff seiner Art.

## Geschichte
Hergestellt wurde das Schiff 1983/84 von der japanischen Werft Hitachi Shipbuilding in Osaka nach Entwürfen des niederländischen Schiffskonstrukteurs Ernst Vossnack. Eingesetzt wurde das Schiff vorwiegend in der weltweiten Schwergut- und Projektfahrt. Besondere schiffbauliche Bedeutung kommt dem Schiff als Entwicklungsschritt zum Bau der ersten lukendeckellosen Containerschiffen zu. Abgesehen von seiner Funktion als Dock- und Schwergutschiff war es strenggenommen das erste lukendeckellose Schiff, dessen Laderaummaße gleichzeitig für den Transport von Containern optimiert waren.
Am 16. Oktober 2024 wurde das Schiff in Aliaĝa zum Abbruch auf den Strand gesetzt.

## Technik
Die Ausrüstung bestand beim Bau aus zwei seitlich an Steuerbord angebrachten Huisman-Kränen mit einem Hubvermögen von 550 Tonnen pro Kran bei einer Auslage von 28 Metern. Im Sommer 2006 wurden beide Kräne während einer ausgedehnten Werftzeit des Schiffes auf eine Kapazität von jeweils 700 Tonnen gebracht, auch andere Leistungsparameter wurden dabei erhöht.
Der 110,50 Meter lange und 20,60 Meter breite teils kastenförmige Laderaum mit einem Rauminhalt von 19.908 m3 (Kornraum) war für den Transport von Containern und Schwergut verstärkt und hatte zahlreiche versetzbare Schotten, die auch als Zwischendeck eingesetzt werden konnten. Es wurden Pontonlukendeckel verwendet, die separat von Bord genommen werden können. Achtern befand sich eine den Laderaum komplett öffnende RoRo-Rampe, über die Schwergut eingerollt werden konnte.
Angetrieben wurde die Happy Buccaneer von zwei in Sulzer-Lizenz gebauten Hitachi-Dieselmotoren, die über ein Untersetzungsgetriebe auf einen Verstellpropeller wirkten. Jeder der beiden Hauptmotore leistete 3840 Kilowatt.
Der eisverstärkte Rumpf wurde in Sektionsbauweise zusammengefügt.